# Шеррі Говард
Шеррі Говард (англ. Sherri Howard; нар. 1 червня 1962) — американська легкоатлетка, що спеціалізується на спринті, олімпійська чемпіонка 1984 року, срібна призерка Олімпійських ігор 1988 року.

## Кар'єра
| Рік             | Змагання         | Місто                | Місце           | Дисципліна            | Примітки        |
| Представник США | Представник США  | Представник США      | Представник США | Представник США       | Представник США |
| --------------- | ---------------- | -------------------- | --------------- | --------------------- | --------------- |
| 1984            | Олімпійські ігри | Лос-Анджелес, США    | 1               | естафета 4×400 метрів | 3:18.29         |
| 1988            | Олімпійські ігри | Сеул, Південна Корея | 2               | естафета 4×400 метрів | 3:25.86         |